# Mund Hugó
Mund Hugó, született Mund Ármin (Szentmargita, 1892. augusztus 25. – Buenos Aires, 1961. november 1.) magyar festőművész, grafikus.

## Életpályája
Szülei Mund József és Spirer Karolina voltak. A Budapesti Képzőművészeti Főiskola diákjaként (1911–1916) Dömötör Gizellával együtt, Nagybányán töltötte nyarait. Itt ismerték meg egymást 1914-ben. 1916-ban Budapesten, a Ferencvárosban kötöttek házasságot. Művészi pályafutása 1914 körül kezdődött. Ferenczy Károly és Iványi-Grünwald Béla munkája nagy hatást gyakorolt rá. 1920-ban Erdélybe költöztek Budapestről. 1920–1924 között a nagyváradi püspöknél laktak, és csak nyaranta dolgoztak a nagybányai művésztelepen. 1924–1930 között már Nagybányán éltek. 1931-ben telepedtek le Dél-Amerikában, Argentínában. 1935-től egyetemi könyvtárosként dolgozott, hogy fenntarthassák magukat. 1961-ben halt meg Buenos Airesben.

## Művei
- Epreskert (1916)
- Nagybányai táj a Zazar-partról (1920)
- Erdélyi hegyek (1922)
- Siratók (1922)
- Csendélet a tájban (1924)
- Aktok a tájban (1924)
- Fák II. (1925)
- Lápos partja (1927)
- Bivalyok (1929)
- Tájkép heggyel

## Kiállításai

### Egyéni
- 1921-1922, 1927, 1930 Nagyvárad
- 1922 Marosvásárhely, Kolozsvár
- 1930 Beregszász, Szatmárnémeti, Arad
- 1932, 1935, 1945, 1952-1953, 1968 Buenos Aires
- 1996 Budapest, Miskolc

### Válogatott, csoportos
- 1916, 1963, 1996 Budapest
- 1921 Kolozsvár
- 1924, 1929 Nagybánya
- 1992 Miskolc